# Klüver-Bucy-Syndrom
Das Klüver-Bucy-Syndrom [ˈklyːvɐ ˈbjuːsi], benannt nach dem deutsch-US-amerikanischen Neuropsychologen Heinrich Klüver (1897–1979) und dem US-amerikanischen Neurologen und Neurochirurgen Paul Bucy (1904–1992) resultiert bei einer bilateralen (= beidseitigen) Temporallappen-Läsion mit Einbezug der Amygdala und wurde ursprünglich auf Grundlage einer temporalen Lobektomie beim Rhesusaffen beschrieben. Klinisch zeigt es sich durch
- einen übersteigerten, ungehemmten Sexualtrieb (Hypersexualität),
- Amnesie, anterograd und retrograd,
- fehlende emotionale Empathie und emotionalen Ausdruck,
- ungewöhnlich geringes Angstempfinden,
- und eine sogenannte orale Tendenz (alles mit dem Mund untersuchen[1]).

Beim Menschen führen Läsionen in verwandten Arealen zu subtileren Defiziten in der emotionalen Verarbeitung.